# 児童婚
児童婚（じどうこん）とは、公式または非公式に未成年者（一般的には18歳未満の者を指す）と結婚することである。未成年者の結婚の大部分は、少女と成人男性の間で行われるものが多く、性の不平等に根ざしている。
児童婚は奴隷制度廃止補足条約の第1条及び第2条で禁じられ、児童の権利を侵害するものであり、児童の新婦または児童の新郎に対して広範かつ長期的な影響を及ぼす。法的な結婚適齢期が18歳以上と指定されている地域においても、法律より文化的な伝統を優先することがある。親が同意していたり、十代の出産などの特別な状況に置かれていたりする場合、多くの地域で、結婚適齢期に満たない者の結婚が許可されている。包括的な性教育によって児童婚を未然に防ぐことができるとされている。
大抵の場合、児童婚のパートナーの一方のみが児童であり、その多くは女性である。児童婚の要因として挙げられるのは、貧困、婚資、持参金、文化的な伝統、児童婚を認める法律、宗教的または社会的な圧力、宗教的な慣習、未婚でいることへの恐怖、教養の欠如、女性は有償労働する能力を持たないという考え方である。
児童婚は歴史を通じて、ありふれたものであった。今日もなお、児童婚は広範囲にわたって行われており、開発途上国で顕著にみられる。具体的には、アフリカ、南アジア、東南アジア、西アジア、ラテン・アメリカ、オセアニアで行われている。但し、児童婚は途上国だけに見られる風習ではなく、先進国とされるアメリカ合衆国においても、17の州では結婚の最低年齢要件が設けられていない（ただし、裁判所の許可が必要であり、それ以外にも親の許可が必要であったり、夫婦となる二人の年齢差に制限があったり、女性が妊娠している場合や夫婦となる二人に子供がいる場合などの条件が必要であったりしており、運用としては無制限に児童婚を認めているわけではない）。児童婚の発生は、世界の大半の地域で低下している。2018年のUNICEFの調査によると、20歳から24歳までの若年女性のうち、児童婚を経験した者は21パーセントであり、10年前の調査に比べて25パーセント減少していた。18歳未満での児童婚の割合が最も高い国々は、ニジェール、チャド、マリ共和国、バングラデシュ、ギニア、中央アフリカ共和国であり、児童婚の割合は60パーセントを超えている。2003年から2009年までの調査によると、ニジェール、チャド、バングラデシュ、マリ共和国、エチオピアでは、15歳未満での児童婚の割合は20パーセントを超えていた。
2024年11月、コロンビア議会は未成年者の結婚を18歳以上に制限する歴史的な法案を可決した。この法案は、1887年の民法典以来、14歳以上の未成年者に結婚を認めていた法律を終わらせ、同国における児童の権利保護の重要な進展を示している。

## 宗教
ユダヤ教のタルムードによると、女性は3歳を数えた時から結婚の対象となる。ミシュナーの『サンヘドリン』と『ニッダー』には、結婚相手は3歳と1日の少女の父親の同意の下、彼女と性交することによって婚約すると記述されている。ラビ・メイルは、3歳の少女は性交することによって婚約されると述べた。
古典イスラーム法に基づく9歳からの結婚・性行為の合法化としているが、21世紀現在の現代のイスラーム教国のほとんどの法律では女性の結婚最低年齢や法的同意年齢は医学的な性的成熟を踏まえて15歳から18歳程度であって、また当該国のイスラーム法学者の多数派の解釈もこのような法律を支持している。古典イスラーム法に基づく9歳からの結婚・性行為の合法化を求めている人間は、きわめて少数派である。アフガニスタンでは聖職者が児童婚で逮捕された例もある。